# Bellator egretta
Bellator egretta är en bottenfisk i familjen knotfiskar (Triglidae) som finns i västra Atlanten från södra Nordamerika till norra Sydamerika. 

## Utseende
Bellator egretta är en avlång fisk med stort, benklätt huvud besatt med ett flertal taggar. Den främre ryggfenan har vanligtvis 10 taggstrålar, den bakre 11 mjukstrålar. Den första taggstrålen är mycket lång. Båda ryggfenorna är fläckiga i ljusare och mörkare brunt. Bröstet saknar fjäll.  Arten kan bli upp till 20 cm lång.

## Vanor
Arten är en bottenfisk som lever på djup mellan 40 och 230 m, vanligtvis mellan 60 och 180 m. Litet är känt om arten, som inte är föremål för något kommersiellt fiske.

## Utbredning
Utbredningsområdet omfattar farvattnen utanför North Carolina i USA via Mexikanska golfen till norra Sydamerika.